# Kal Penn
Kalpen Suresh Modi (n. 23 aprilie 1977, Montclair, New Jersey, SUA), cunoscut profesional sub numele de Kal Penn, este un actor american, autor, lector academic și fost membru al personalului Casei Albe în administrația Barack Obama. Ca actor, el este cunoscut pentru rolul său în care îl interpretează pe Lawrence Kutner în programul de televiziune House, precum și pentru personalul Casei Albe, Seth Wright, în Designated Survivor, și Kumar Patel în seria de filme Harold & Kumar. De asemenea, este recunoscut pentru interpretarea sa din filmul The Namesake. Penn a predat la Universitatea din Pennsylvania în cadrul Programului de Studii Cinematografice ca lector vizitator.

## Filmografie

### Film
| An   | Titlu                                     | Rol                    | Note                |
| ---- | ----------------------------------------- | ---------------------- | ------------------- |
| 1998 | Express: Aisle to Glory                   | Jackie Newton          |                     |
| 1999 | Freshman                                  | Ajay                   |                     |
| 2001 | American Desi                             | Ajay Pandya            |                     |
| 2002 | Hector                                    | Kendal Cunningham      |                     |
| 2002 | Van Wilder                                | Taj Mahal Badalandabad |                     |
| 2002 | Badger                                    | Sanjay                 |                     |
| 2003 | Cosmopolitan                              | Vandana's Fiancé       |                     |
| 2003 | Love Don't Cost a Thing                   | Kenneth Warman         |                     |
| 2003 | Malibu's Most Wanted                      | Hadji                  |                     |
| 2003 | Dude, Where's the Party?                  | Mohan "Mo" Bakshi      |                     |
| 2004 | Harold & Kumar Go to White Castle         | Kumar Patel            |                     |
| 2004 | Ball & Chain                              | Bobby                  |                     |
| 2004 | Homeland Security                         | Harrison               |                     |
| 2005 | Dancing in Twilight                       | Sam                    |                     |
| 2005 | Son of the Mask                           | Jorge                  |                     |
| 2005 | A Lot like Love                           | Jeeter                 |                     |
| 2005 | Sueño                                     | Raj                    |                     |
| 2006 | Man About Town                            | Alan Fineberg          |                     |
| 2006 | Bachelor Party Vegas                      | "Z-Bob"                |                     |
| 2006 | The Namesake                              | Gogol / Nikhil Ganguli |                     |
| 2006 | Superman Returns                          | Stanford               |                     |
| 2006 | Deck the Halls                            | Amit Sayid             |                     |
| 2006 | Van Wilder: The Rise of Taj               | Taj Mahal Badalandabad |                     |
| 2007 | Epic Movie                                | Edward Pervertski      |                     |
| 2008 | Harold & Kumar Escape from Guantanamo Bay | Kumar Patel            |                     |
| 2008 | Harold & Kumar Go to Amsterdam            | Kumar Patel            |                     |
| 2011 | A Very Harold & Kumar Christmas           | Kumar Patel            |                     |
| 2013 | Triumph: The Lowell Pomerantz Story       | Jordan Tichenor        |                     |
| 2013 | Bhopal: A Prayer for Rain                 | Motwani                |                     |
| 2013 | Dementamania                              | Christian Van Burden   |                     |
| 2014 | The Sisterhood of Night                   | Gordy Gambhir          |                     |
| 2015 | The Girl in the Photographs               | Peter Hemmings         |                     |
| 2016 | Better Off Single                         | Brice                  |                     |
| 2017 | Speech & Debate                           | James                  |                     |
| 2017 | Once Upon a Time in Venice                | Rajeesh                |                     |
| 2017 | The Layover                               | Anuj                   | [ 1 ]               |
| 2018 | The Ashram                                | Nitin                  | [ 2 ]               |
| 2020 | The Girl in the Woods                     |                        | [ 3 ]               |
| 2021 | Untitled Horror Movie                     | Mark                   | [ 4 ]               |
| 2021 | Hot Mess Holiday                          | rolul său              | Producător executiv |
| 2022 | Smile                                     | Dr. Morgan Desai       |                     |

### Televiziune
| An              | Titlu                                       | Rol                        | Note                                               |
| --------------- | ------------------------------------------- | -------------------------- | -------------------------------------------------- |
| 1999            | Brookfield                                  | Kumar Zimmerman            | Film TV                                            |
| 1999            | Buffy the Vampire Slayer                    | Hunt                       | Episodul: "Beer Bad"                               |
| 2000            | Sabrina the Teenage Witch                   | Prajeeb                    | Episodul: "You Can't Twin"                         |
| 2000            | Spin City                                   | Buddy                      | Episodul: "The Spanish Prisoner"                   |
| 2001            | Angel                                       | Fez Boy                    | Episodul: "That Vision Thing"                      |
| 2001            | ER                                          | Narajan                    | Episodul: "The Longer You Stay"                    |
| 2001            | NYPD Blue                                   | Solomon Al-Ramai           | Episode: "Baby Love"                               |
| 2001            | The Agency                                  | Malek                      | Episodul: "Rules of the Game"                      |
| 2003            | All About the Andersons                     | Dinesh                     | Episodul: "Pilot"                                  |
| 2003            | Tru Calling                                 | Steven                     | Episodul: "Haunted"                                |
| 2003            | The Lonely Island                           | Fred                       | Episodul: "Regarding Ardy”                         |
| 2006            | The Danny Comden Project                    | Max                        | Film TV                                            |
| 2007            | Law & Order: Special Victims Unit           | Henry Chanoor              | Episodul: "Outsider"                               |
| 2007            | 24                                          | Ahmed Amar                 | 4 episoade                                         |
| 2007–2009, 2012 | House                                       | Dr. Lawrence Kutner        | Rol principal (sezoanele 4–5); invitat (sezonul 8) |
| 2011–2014       | How I Met Your Mother                       | Kevin                      | 10 episoade                                        |
| 2013            | The Big Brain Theory                        | Host                       | 8 episoade                                         |
| 2013            | We Are Men                                  | Gil Bartis                 | 7 episoade                                         |
| 2015            | Battle Creek                                | Detective Fontanelle White | 11 episoade                                        |
| 2015            | The Big Picture with Kal Penn               | Host                       | 12 episoade                                        |
| 2016            | New Girl                                    | Tripp                      | 2 episoade                                         |
| 2016            | Sanjay and Craig                            | Greg (Voice)               | Episodul: "JJ and Greg"                            |
| 2016            | Deadbeat                                    | Clyde                      | 13 episoade                                        |
| 2016–2019       | Designated Survivor                         | Seth Wright                | Rol principal                                      |
| 2016–2017       | Superhuman                                  | Gazdă                      |                                                    |
| 2018–2021       | Fancy Nancy                                 | Mr. Ravi Singh / Mr. Singh | Voce, 3 episoade                                   |
| 2019            | The Big Bang Theory                         | Dr. Campbell               | 3 episoade                                         |
| 2019            | This Giant Beast That Is the Global Economy | Gazdă                      | 8 episoade                                         |
| 2019            | SpongeBob SquarePants                       | Rolul său                  | Episodul: "SpongeBob's Big Birthday Blowout"       |
| 2019            | Sunnyside                                   | Garrett Modi               | Rol principal Și producător executiv               |
| 2020            | It's Pony                                   | Fred                       | Voce                                               |
| 2020            | Blue's Clues & You!                         | Rolul său                  | Episodul: "Happy Birthday, Blue!"                  |
| 2020            | Kal Penn Approves This Message              | Gazdă                      | 6 episoade                                         |
| 2020–2021       | Mira, Royal Detective                       | Mikku                      | Rol principal, voce                                |
| 2021            | Clarice                                     | Shaan Tripathi             | Rol principal, 10 episoade                         |
| 2021            | PsBattles Live                              |                            | 1 episod                                           |
| 2021–present    | Money Hungry                                | Rolul său                  | Gazdă                                              |
| 2022            | American Horror Story: NYC                  | Mac Marzara                | Sezonul 11                                         |
| 2022            | The Santa Clauses                           | Simon Choksi               | Rol principal                                      |
| 2023            | The Daily Show                              | Gazdă                      | 4 episoade (Week of Mar. 13)                       |
| 2023            | Scott Pilgrim Takes Off                     | Lawyer                     | Episodul: "A League of Their Own"                  |